# Coomanum
Coomanum is een kevergeslacht uit de familie van de boktorren (Cerambycidae). De wetenschappelijke naam van het geslacht werd voor het eerst geldig gepubliceerd in 1927 door Pic.

## Soorten
Coomanum is monotypisch en omvat slechts de volgende soort:
- Coomanum singulare Pic, 1927